# Geometria convexa
La geometria convexa és la branca de la geometria que estudia sistemes convexos, principalment en un espai euclidià.